# Poblado de Monteana
El Poblado de Monteana (o Poblado de Montiana) está formado por los bloques de viviendas construidos por UNINSA en Montiana, en la parroquia de Fresno, perteneciente al municipio de Gijón.

## Ubicación
Montiana se encuentra en la zona oeste de Gijón, formando parte de los distritos rurales del concejo. Está situada en la parroquia de Fresno y limita con las parroquias de Puao, San Andrés de los Tacones y L'Abadía de Cenero.

## Orígenes del poblado

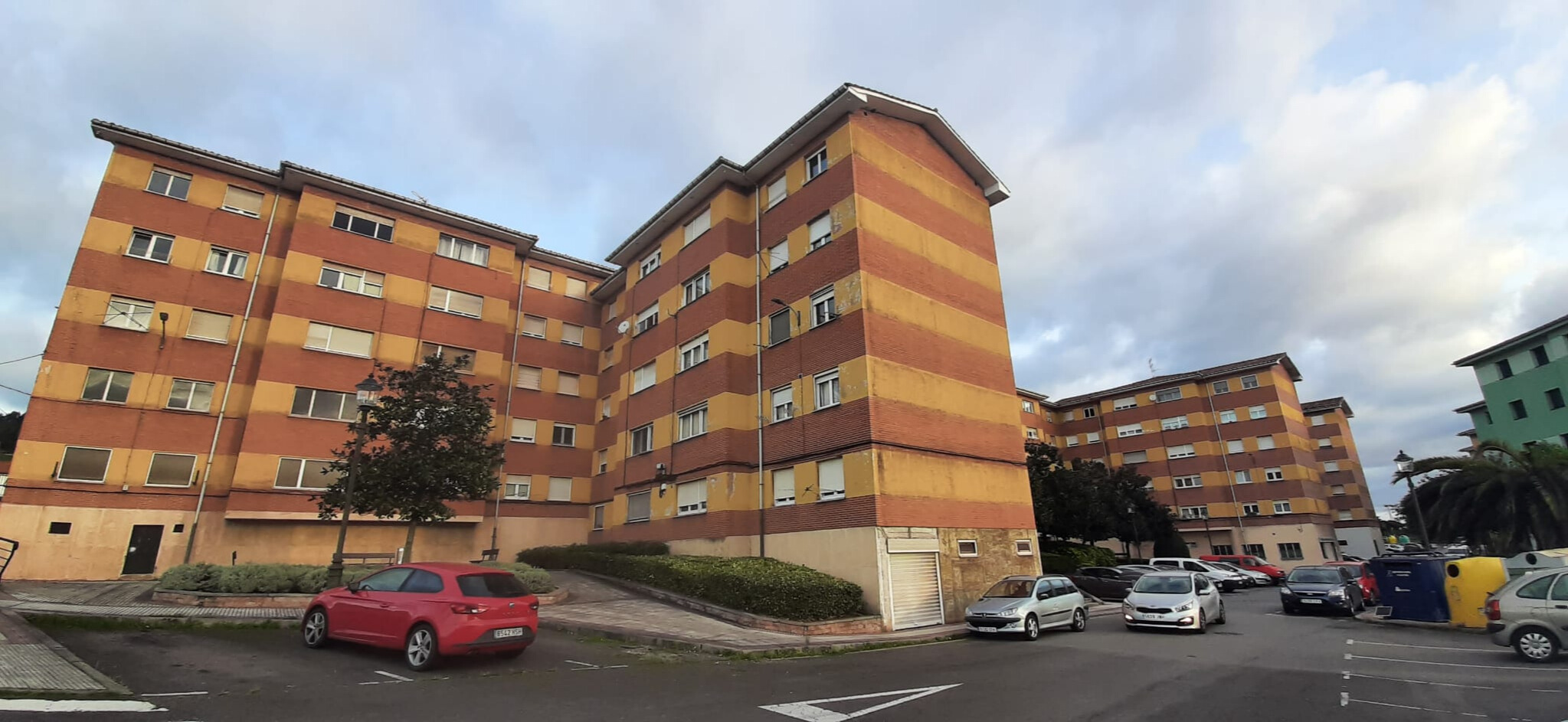
Bloques de viviendas del poblado de Montiana

En la década de los 40, había 62 caserías en la parroquia de Fresno, 38 de ellas en Montiana, que vivían de la agricultura. Con la llegada de la acería de UNINSA, el paisaje de la zona cambió por completo.
Durante todo el proceso de las obras, más de 20 burreros profesionales procedentes de León llegaron a la parroquia para trabajar en los movimientos de tierras. Muchos vecinos se trasladaron a Montiana tras la expropiación de sus propiedades. También se expropiaron la iglesia y el cementerio de Fresno.
En los años setenta, UNINSA construye los bloques de viviendas situadas en esta parroquia para los trabajadores, creándose el poblado con el fin de que vivieran allí operarios de mantenimiento de la fábrica.
Ante la negativa de los trabajadores a residir tan cerca de la empresa, las viviendas permanecen vacías hasta los años 80, cuando deciden adjudicarse a empleados de la empresa teniendo en cuenta la antigüedad en la misma y el número de hijos.

## Presente del poblado
Según datos del Servicio Administrativo de Urbanismo del Ayuntamiento de Gijón del año 2023, los datos actuales de población del poblado de Montiana son los siguientes:
- Población total: 506 personas.
- Población por sexo: 268 mujeres y 238 hombres.

- Censo de animales en la parroquia de Fresno: 74 perros

## Futuro de la zona
La Zona de Actividades Logísticas e Industriales de Asturias (ZALIA) es un proyecto destinado a posicionar al Principado de Asturias como eje fundamental del Arco Atlántico, creando un polo logístico para industrias clave y emergentes. El resultado sería una zona industrial con conexiones multimodales.
En 2013 quedaron terminadas las obras de la Fase I, pero había dos problemas: solo se había vendido una parcela (en 2009) y la dificultad de llevar a cabo las comunicaciones, puesto que no había un acceso directo desde las autovías de la zona ni contaba con uno desde el puerto de El Musel.
En 2024, la junta de accionistas de ZALIA aprueba su refundación, permitiendo el inicio de la comercialización del suelo con la puesta a la venta de las primeras 13 parcelas, habiendo recibido ya una petición de reserva de suelo de 130.000 metros cuadrados.

## Equipamientos del poblado

### Biblioteca

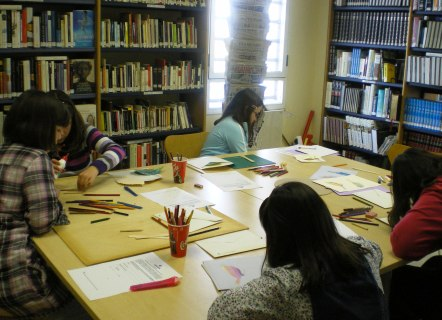
Interior de la Biblioteca de Montiana

La Biblioteca de Montiana fue creada en 1989 y es una de las 11 bibliotecas públicas que forman la Red Municipal de Bibliotecas de Gijón. En sus primeros años estuvo ubicada en uno de los bajos de los bloques de pisos del poblado. Posteriormente, fue trasladada al Centro Cívico de Montiana, construido en 1994.

### Iglesia de San Pedro de Fresno-Montiana
Tras la expropiación del Palacio de Fresno, la capilla y las casas de la zona para la construcción de la siderúrgica Uninsa, en 1970 se crea esta parroquia. Es en 1980 cuando se construye la actual iglesia de San Pedro. En su interior, destaca la imagen del Ángel de la Guarda, una figura de estilo barroco que data del siglo XVIII.

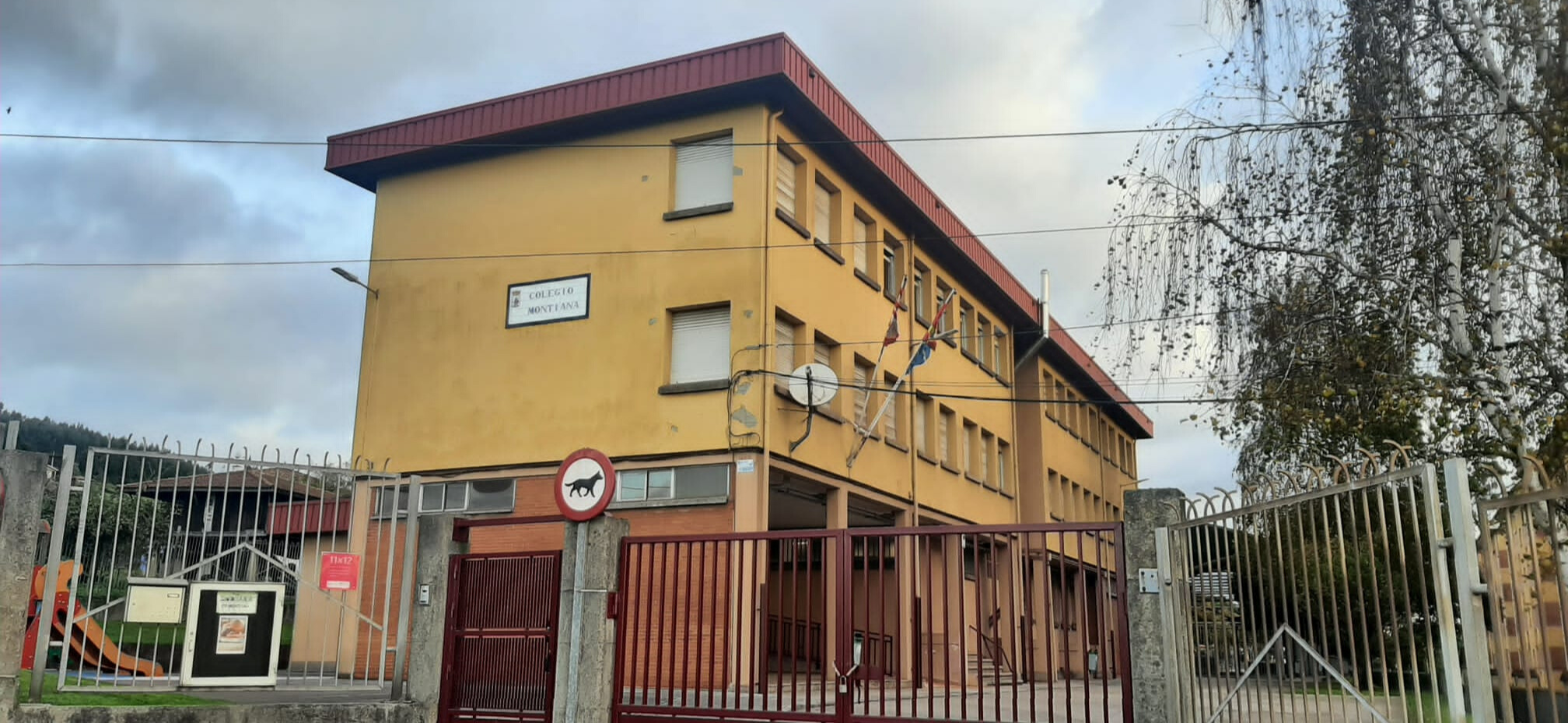
Exterior del Colegio Público Montiana

### Colegio Montiana
Construido en 1981, gracias a la presión vecinal ante la falta de un centro educativo en el barrio. Se inaugura con 197 alumnos, aunque parte del alumnado del barrio sigue recibiendo clases en los bajos de los bloques de viviendas. En la actualidad, cuenta con 18 alumnos.

## Lugares emblemáticos

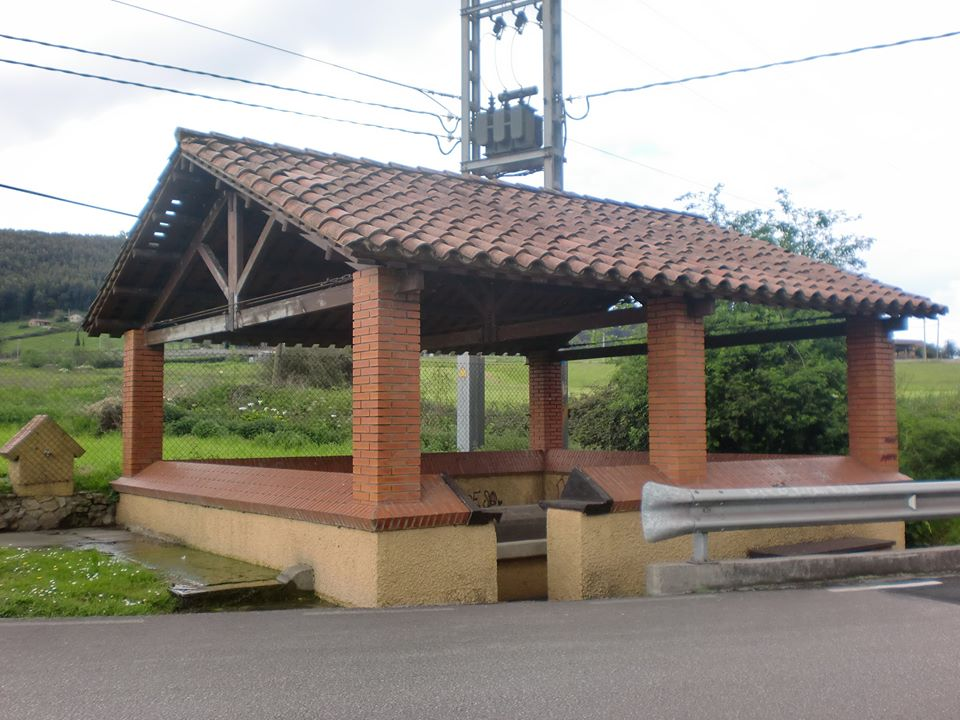
Lavadero de Montiana

### Lavadero
El Lavadero de Montiana está incluido en el Catálogo Urbanístico del Municipio de Gijón/Xixón como parte del patrimonio etnográfico.

## Transportes
La línea C1 (Gijón-Puente de los Fierros) de Cercanías Asturias realiza parada en la estación de tren de Montiana.
La línea 24 de EMTUSA (San Andrés/Montiana - La Pedrera/Mareo) realiza 3 paradas en Montiana: Cementerio de Montiana, Montiana y El Cañaveral.

## Entorno histórico

### Hórreos
Según el Catálogo Urbanístico del municipio de Gijón/Xixón, en la zona de Montiana hay 20 hórreos que forman parte del patrimonio etnográfico del municipio.